# Barranco del Abogado
El Barranco del Abogado es una zona del barrio del Realejo-San Matías en la ciudad de Granada, España. Forma parte del Distrito Centro y es una de las barriadas más antiguas de la ciudad. Se encuentra situada en el Cerro del Sol, al otro lado de la Alhambra y el Generalife, con un paraje compuesto por vegetación típica de la zona como las piteras y chumberas.

## Historia
El origen de la barriada se remonta a la época del Reino Nazarí. La colina dónde se sitúa estuvo habitada intermitentemente desde la llegada de los árabes a Granada pero no fue hasta el siglo XII que se formaron los barrios de al-Fajjarin y Nâyj. La zona se nombró como Rabad al Nayd y se accedia por la Puerta de la Loma, otro acceso era por el barrio de los Alfareros (Realejo). En la parte baja de la barriada se edificaron casas típicas nazaríes y en la alta se excavaron cuevas para habitarlas. La muralla que cercaba el arrabal, probablemente, fue la última construida por los nazaríes y llegaba hasta las murallas de la Alhambra hasta su derrumbe en 1833. El arrabal de al-Nayd ocupó casi toda la zona meridional de la ciudad extendiéndose por ambas laderas del barranco, para el abastecimiento de agua se creó un ramal de la Acequia Gorda que llegaba a la parte baja del Barranco. En dicha zona se encontraban mezquitas, rábitas, baños y el cementerio de Maqbarat al-Assal (cementerio del Melero). En la expulsión de los musulmanes en el año 1492, Boabdil cruzó la barriada desde la Torre de los Siete Suelos hasta su exilio en la Alpujarra Granadina.
Con la expulsión de los musulmanes, la zona del Barranco se convirtió en un asentamiento gitano quienes acondicionaron las cuevas existentes y crearon nuevas adaptandolas a su estilo de vida. Dichas cuevas tenían siempre alguna huerta, olivos o higueras ligadas. Se abrieron cuevas en la zona de la muralla de los Mártires y más tarde sobre el Camino del Cementerio en distinas huertas distribuyendose en hilera y en forma de galería. Entre los siglos XVIII y XIX comienza la expansión de la barriada con nuevos habitantes construyendo sus propias viviendas conformando las cuevas distribuidas en Camino Nuevo del Cementerio, Monte Sedeño, Perchel Alto y Perchel Bajo, Cuevas del Palomo, Secanillo Alto y Cuevas del Celestino, junto al cementerio de San José. Debido al terreno la distribución del Barranco del Abogado presenta espacios vacíos entre los diversos grupos de cuevas. También resalta la utilización de ladrillos en puertas, ventanas y chimeneas. La mayoría de estas nuevas cuevas tenían como propietarios a «castellanos», que en principio las horadaron para obtener «garrufo» que luego vendían en las obras. Hasta el siglo XIX gran parte del Barranco fue un pago agrícola de los marqueses de Campotéjar. La zona era considerad desde sus inicios como la barriada más humilde de la ciudad, donde residía la población más pobre. Una barriada donde el mestizaje estaba muy presente al convivir en armonía familias gitanas y no gitanas.

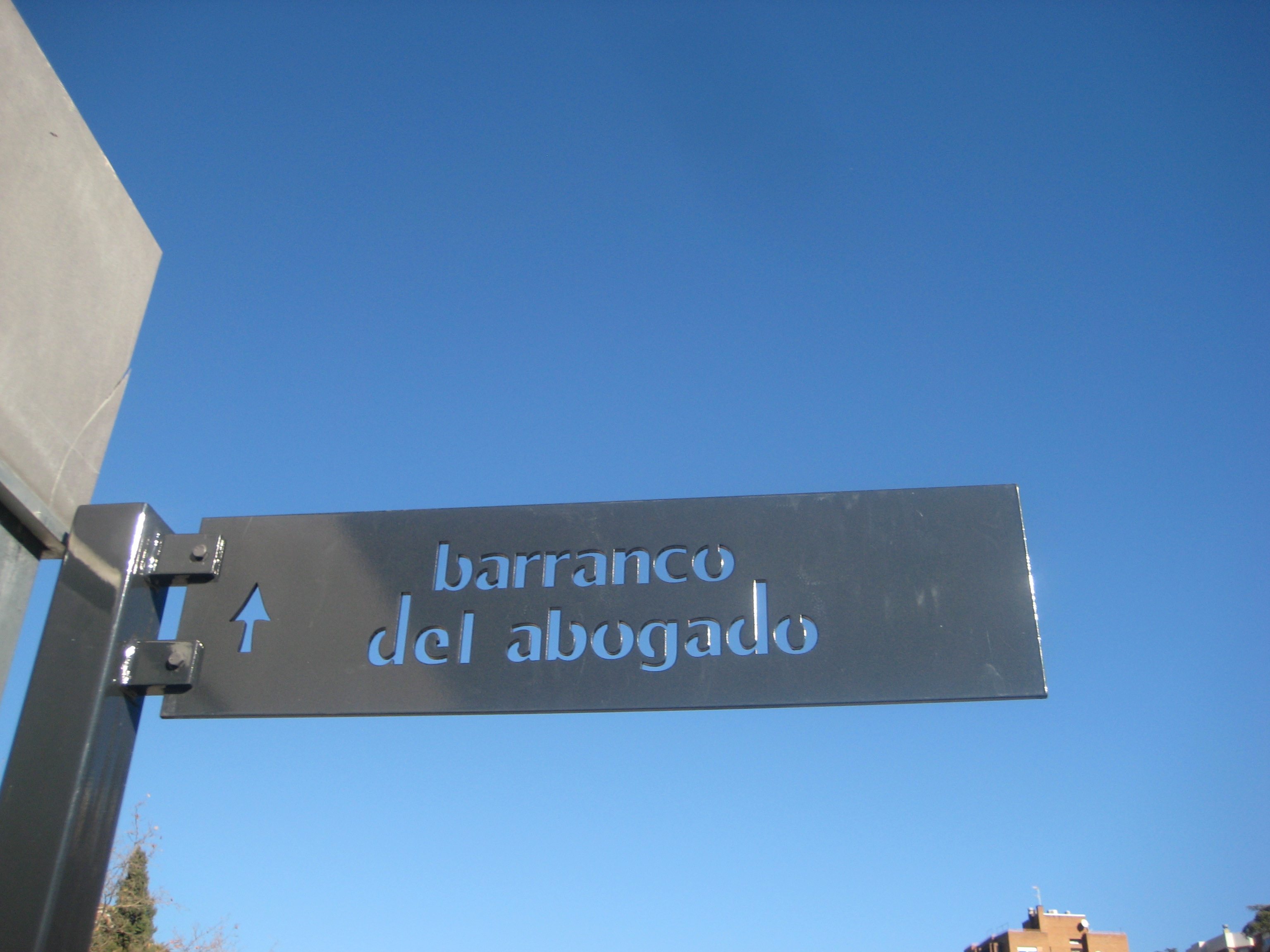
Señal hacia el Barranco del Abogado, ubicada en el paseo del Salón

La mayoría de población gitana de la ciudad residía en el Barranco del Abogado hasta que el Sacromonte, el otro asentamiento troglodia de la ciudad, acogió a la mayoría de gitanos. Estos asentamientos trogloditas están estrechamente relacionados puesto que gran parte de la población original del Barranco se trasladó al Sacromonte. También siempre ha guardado relación con el barrio del Realejo al ser el acceso directo a la ciudad por parte de sus habitantes y las poblaciones de cuevas cercanas como las de San Miguel Alto y el Barranco de la Zorra.
A principios del siglo XX las zonas donde iban a parar las poblaciones más humildes eran el Barranco del Abogado para los castellanos y el Sacromonte para los gitanos, aunque había una convivencia de ambos sobretodo en el Barranco. En 1903 se construyó la famosa ermita y gruta de la Virgen de Lourdes que se convirtió en el culto de los barranqueros. La barriada volvió a aumentar en población debido al éxodo rural proveniente sobretodo de la Alpujarra. Por ello se construyó en la parte más baja de la barriada las Casas de la Falange y posteriormente se abrieron nuevas cuevas a continuación de dichas casas. La mayoría de estas viviendas carecían de servicios básicos necesarios como son la luz, el agua o el retrete al igual que toda la barriada que estaba totalmente incomunicada con el resto de la ciudad y marginada.
En 1920 se consigue la única fuente de agua potable en la barriada (cedida por Meersmans, dueño del Carmen de los Mártires). Entre sus montes y colinas se creó una gran comunidad que llegó a alcanzar más de 4000 habitantes en la posguerra, debido a que las familias de la zona republicana granadina poblaron la barriada habitando casas-cueva y viviendas sociales de nueva obra. Durante las décadas de los 1940 y 1950 fue uno de los pocos núcleos de resistencia maquis en la ciudad de Granada aumentando el castigo y represión sobre su población además de que el régimen franquista usó el cementerio para los fusilamientos.
Tras la inseguridad de las cuevas por las fuertes lluvias y desplazamientos de tierra en dichas décadas se desalojó forzosamente al 90% de familias de la barriada ubicándolas en los nuevos barrios de Haza Grande y el Zaidín. La barriada quedó despoblada salvo por los residentes en casas y alguna cueva hasta que, en febrero de 1963 y tras meses de lluvias torrenciales, se vinieron abajo la mayoría de cuevas, al igual que pasó en el Sacromonte u otras zonas de cuevas siendo reubicados en el barrio de La Virgencica (La Chana). Los pocos habitantes que quedaron reconstruyeron su propia casa-cueva aunque más tarde el Instituto Nacional de la Vivienda edificó viviendas sociales en la zona. 
Hasta el año 2001 que se crea la Asociación de Vecinos del Barranco del Abogado ha sido la barriada más olvidada por parte de las administraciones públicas. En dicho año se logró agua potable y a partir de ahí se fue consiguiendo más avances como saneamientos, asfaltado de calles, luz, electricidad, habilitación de espacios inaccesibles, comunicación, transporte público etc. En la actualidad sigue siendo una barriada invisibilizada debido a su bajo número de vecinos aunque es uno de los puntos más destacados de la ciudad de Granada y que alberga grandes monumentos de interés histórico además de un extenso paraje natural como es la Dehesa del Generalife. La mayoría de cuevas no han perdurado pero sigue habiendo algunas de la época, la mayoría de ellas deshabitadas aunque hay núcleos de población que aún residen en cuevas más alejadas del barrio. Debido a su unión administrativa con el antiguo barrio de San Cecilio (Realejo) se censa su población en 4000 habitantes aunque la barriada original del Barranco del Abogado no sobrepase los 1000 vecinos.

## Origen del nombre
Hay dos versiones extendidas y aceptadas sobre la leyenda del nombre de la barriada:
• La primera atribuye el nombre al asesinato de un Caballero Veinticuatro, letrado de la Chancillería, en la colina del Barranco.
• La segunda versión atribuye el nombre de la barriada al hecho de la concesión de los terrenos en el año 1623 a un abogado como pago de sus honorarios en la defensa de un pleito ruinoso dónde ejerció la defensa.